# Physocleora nubilata
Physocleora nubilata là một loài bướm đêm trong họ Geometridae.